# Bolhrad
Bolgrad
Bolhrad (en ukrainien : Болхрад) ou Bolgrad (en bulgare : Болград; en russe : Болград, en roumain : Bolgrad) est une ville de l'oblast d'Odessa, en Ukraine, dans la région du Boudjak, en Bessarabie. C'est le chef-lieu du raïon de Bolhrad et la capitale culturelle des Bulgares d'Ukraine.

## Géographie
Bolhrad se trouve dans une région viticole sur la rive orientale du lac Yalpoug (ukrainien : Ялпух) qui avec ses 149 km2, est le plus grand lac naturel d'Ukraine. Elle est située à 185 km au sud-ouest d'Odessa et à 7 km de la frontière moldave, sur la route M15 ou E87 qui relie Odessa aux ports ukrainien de Reni et roumain de Galați, sur le Danube. Sa population s'élevait à 15 066 habitants en 2018.

## Histoire
Dans l'Antiquité, des Gètes et des Bastarnes habitaient la région, commerçant avec les Grecs et les Romains comme en témoignent les monnaies ; une localité du nom d'Aepolium est signalée ici.

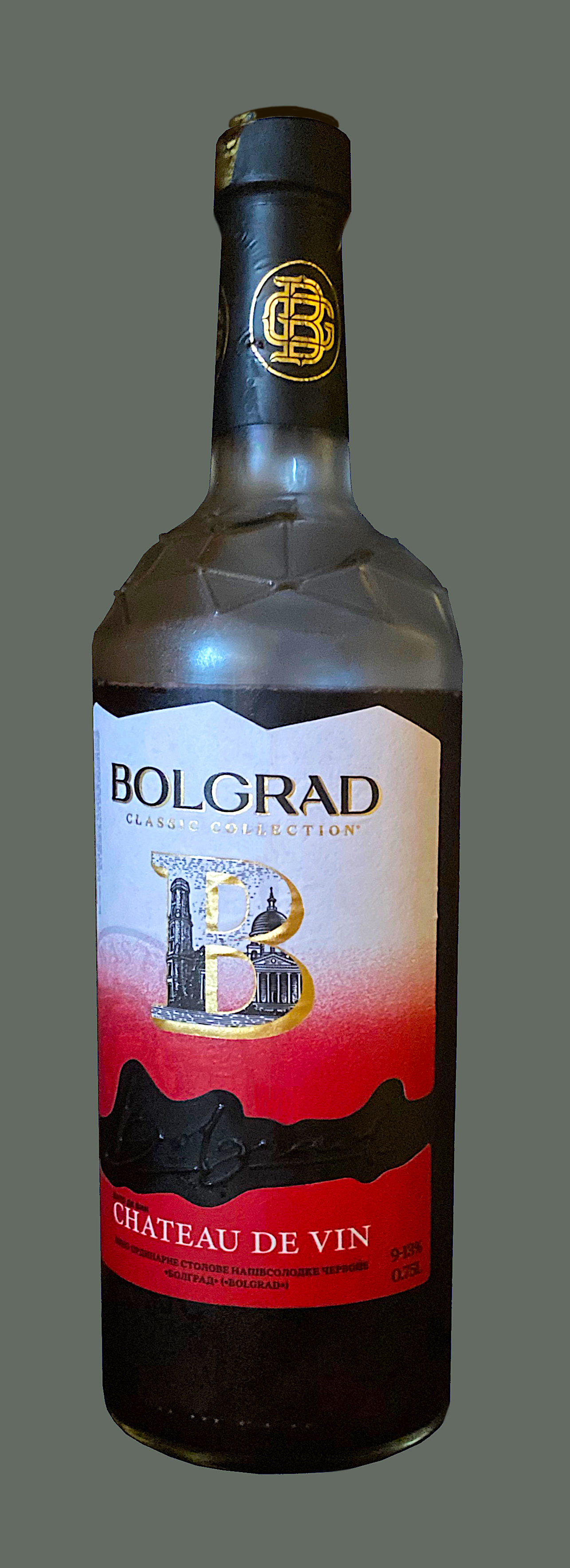
Vin rouge doux Bolgrad pour les desserts.

C'est au sud de Bolhrad, sur les rives du bras de Chilia dans le delta du Danube, qu'au VIIe siècle eut lieu la bataille d'Ongal, victoire bulgare décisive sur les byzantins, qui ouvrit aux Bulgares les portes des Balkans. Au Moyen Âge, aux débuts de la principauté de Moldavie au XIVe siècle, il y avait ici une ville moldave nommée Țintul et plus tard Palada.
Détruite au XVIe siècle lors des guerres entre Moldaves d'une part, Turcs et Tatars d'autre part, Țintul-Palada laisse place en 1538 à un village tatar nommé Tobak (actuelle Tabaki-Zalyznitchne). Toutefois Palada figure encore sur la carte de Dimitrie Cantemir, ainsi que sur des cartes russes du géographe impérial A. Zachtchouk (Паллада, Pallada), et plusieurs navires de guerre de l'Empire russe ont porté ce nom, en raison de la victoire ici du général russe Alexandre Souvorov le 24 juin 1770 contre les Turcs, pendant la Guerre russo-turque de 1768-1774.
En 1812, l'Empire russe annexe la région et un échange de populations a lieu : les musulmans turcs et tatars doivent quitter le Boudjak pour s'installer en Dobrogée et en Bulgarie, d'où des chrétiens orthodoxes, Gagaouzes (de langue turque) et surtout Bulgares (de langue slave) viennent repeupler le Boudjak. En 1821, le général russe Ivan Nikititch Inzov (1768-1845) fonde pour eux, un peu au sud du village abandonné de Tobak, l'actuelle Bolhrad. Le mausolée d'Inzov s'y trouve.
Bolhrad fut russe jusqu'en 1856, moldave de 1856 à 1859, roumaine de 1859 à 1878, russe de 1878 à 1917, moldave de 1917 à 1918, roumaine de 1918 à 1940 et de 1941 à 1944, soviétique de 1940 à 1941 et de 1944 à 1991. Dans les années 1820, le poète Alexandre Pouchkine y séjourne. En 1858, alors qu'elle faisait partie de la principauté de Moldavie, le lettré et révolutionnaire bulgare Georgi Sava Rakovski obtient du hospodar moldave Nicolas Vogoridès la création du lycée bulgare de Bolgrad, qui existe toujours. En 1921 et en 1924, alors qu'elle faisait partie du royaume de Roumanie, Bolgrad fut le théâtre de deux actions soviétiques contre ce royaume : l'attentat du palais de Bolgrad et l'opération « Bessarabie rouge » (en) qui échouèrent.
Pendant la Seconde Guerre mondiale, la ville est occupée le 28 juin 1940 par les forces soviétiques dans le cadre du pacte germano-soviétique, puis par les forces roumaines, alliées à l'Allemagne nazie le 22 août 1941. Alors que la Roumanie rejoint les Alliés le 23 août 1944, Bolgrad est rattachée à la république socialiste soviétique d'Ukraine. Depuis 1991, elle fait partie de l'Ukraine indépendante.
Contrairement à d'autres villes du Boudjak, Bolgrad n'a pas subi, en dépit de toutes ces vicissitudes, de remplacement quasi-total de sa population. Seuls ont été déportés les Moldaves de la ville (par le NKVD, en 1940-1941 et 1944-1947, vers le Kazakhstan) et les Juifs (par l'armée roumaine, en 1941-43, vers la Transnistrie) mais la majorité des Bulgares a été épargnée, et aujourd'hui ils sont toujours la population majoritaire de la ville et du raïon. Bolgrad a été, depuis 1991, le centre d'une dynamique renaissance économique et culturelle des Bulgares d'Ukraine, qui sont majoritaires dans une douzaine d'autres localités du Boudjak.

## Personnalités
- Miron Gagauz (né en 1954) : ministre des transports de la république de Moldavie.
- Petro Porochenko (né en 1965) : ancien président ukrainien (de 2014 à 2019).

## Population
Recensements (*) ou estimations de la population :
| 1959*  | 1970*  | 1979*  | 1989*  | 2001*  | 2012   |
| ------ | ------ | ------ | ------ | ------ | ------ |
| 14 053 | 17 345 | 17 152 | 18 093 | 17 353 | 15 629 |

| 2013   | 2014   | 2015   | 2016   | 2017   | 2018   |
| ------ | ------ | ------ | ------ | ------ | ------ |
| 15 631 | 15 584 | 15 499 | 15 423 | 15 274 | 15 066 |

## Patrimoine

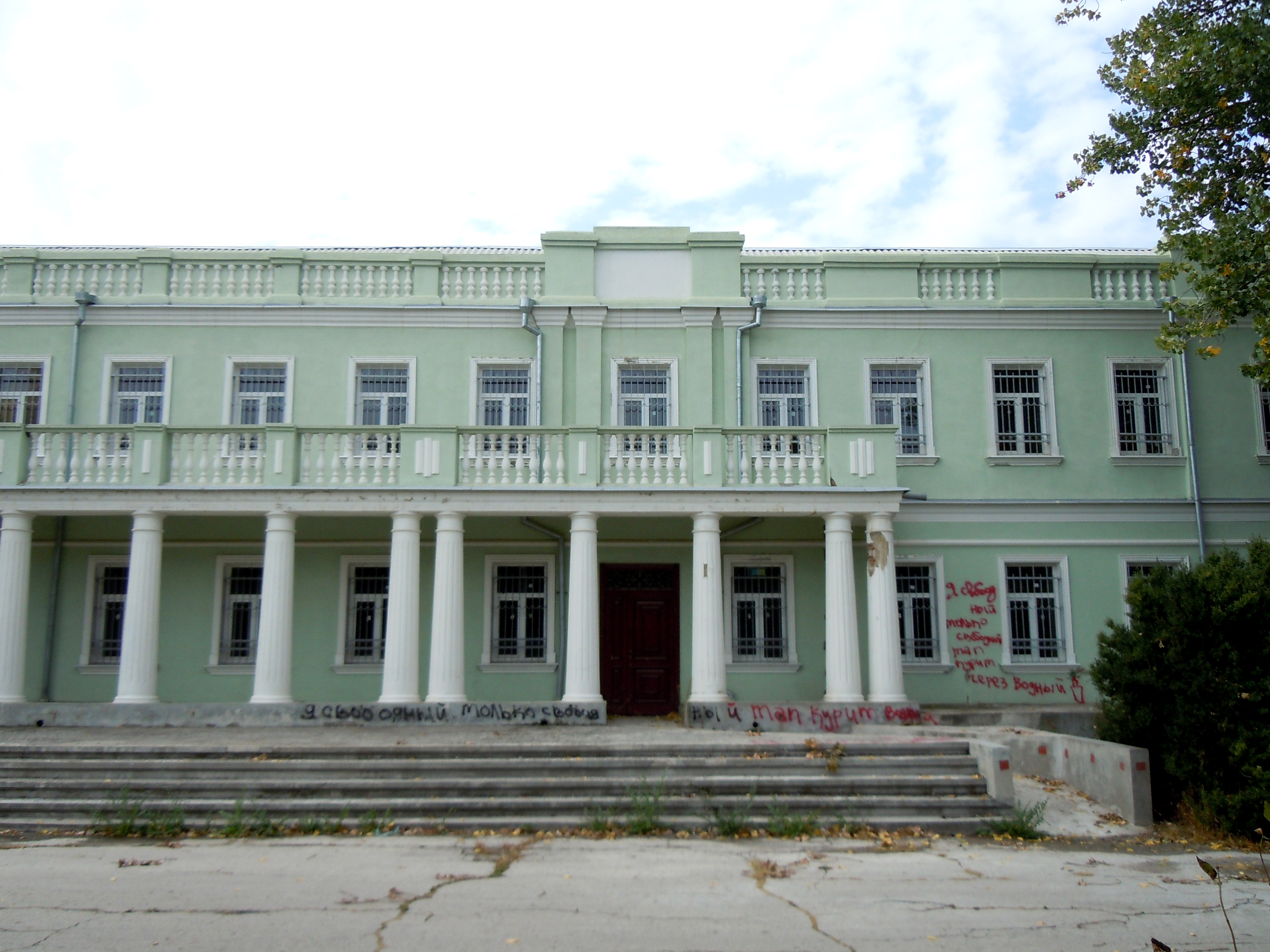
Hôtel de ville classé sous le numéro 51-214-0006[10].
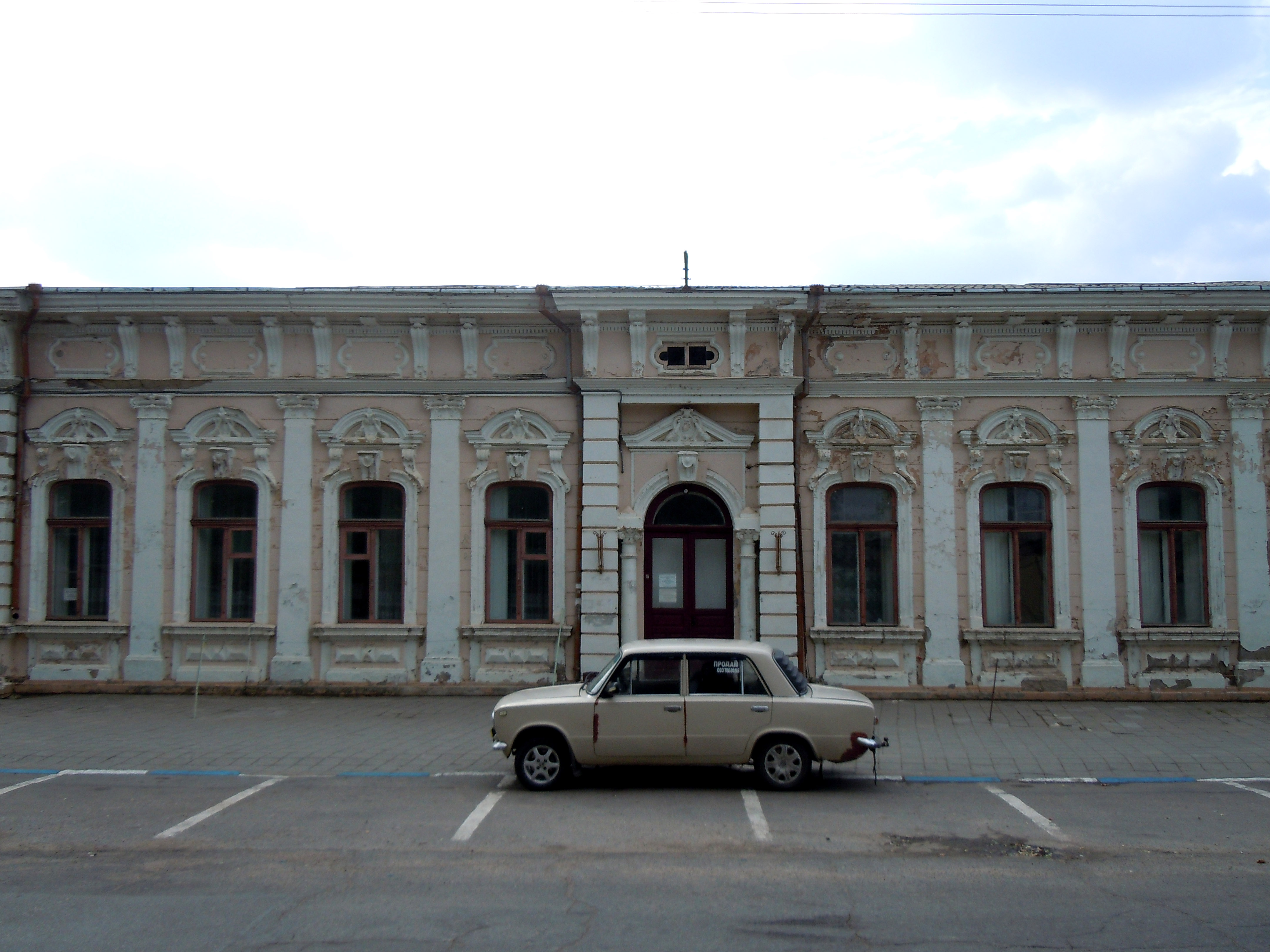
Manoir impérial russe classé sous le numéro 51-214-0011[11].
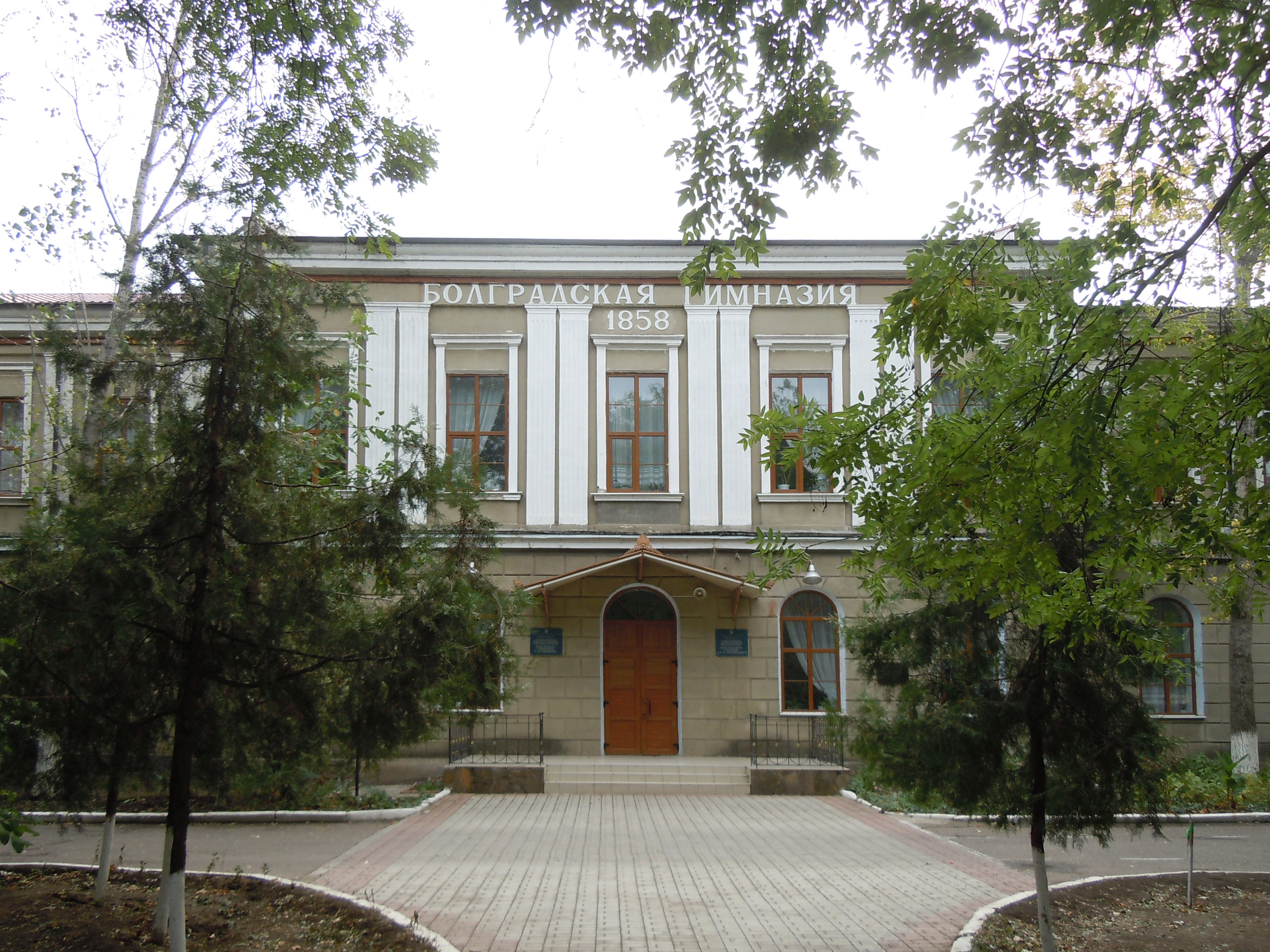
Lycée bulgare de Bolgrad classé sous le numéro 51-214-0004[12].
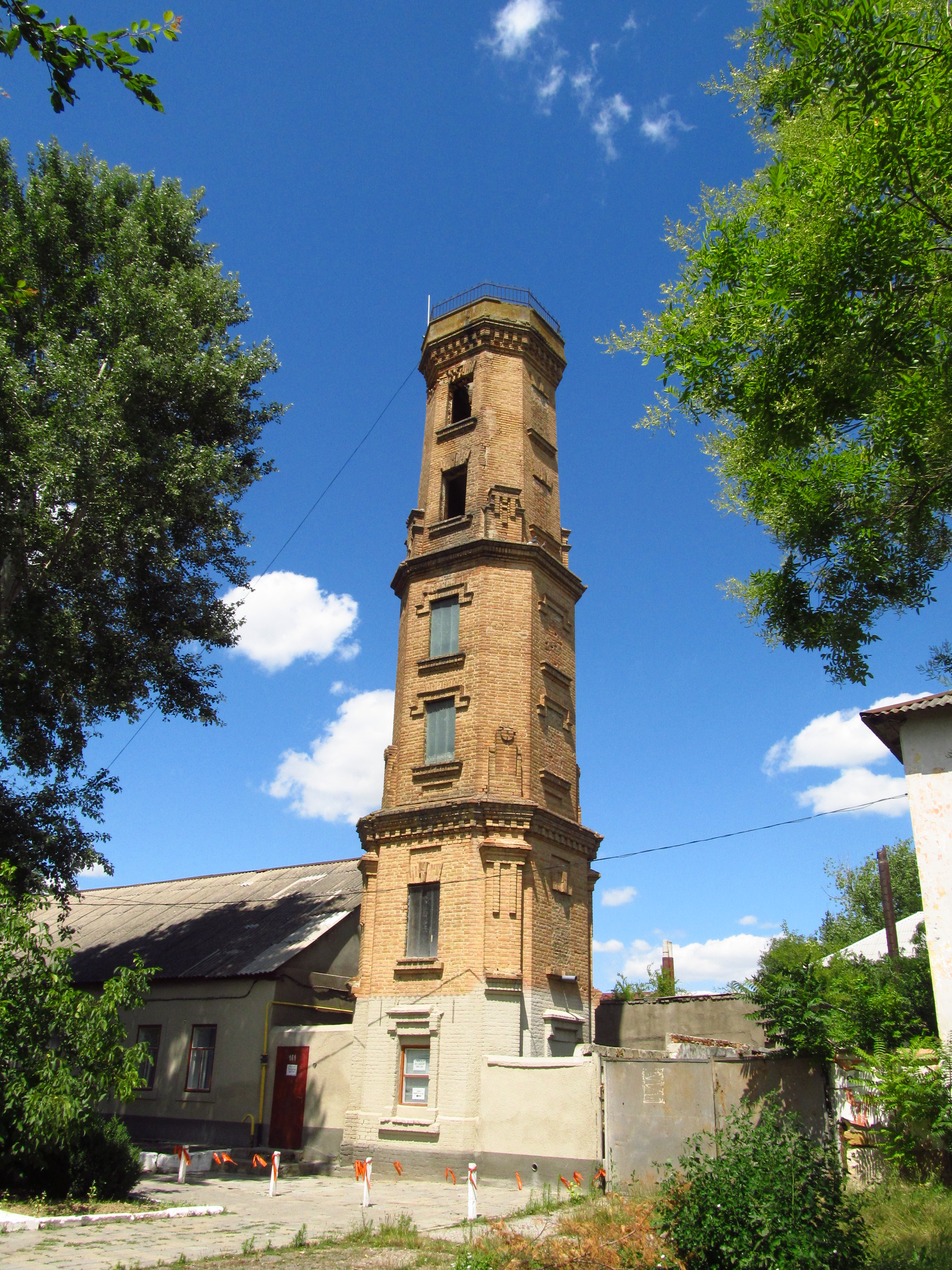
Tour de veille de la caserne des pompiers classée sous le numéro 51-214-0003[13].
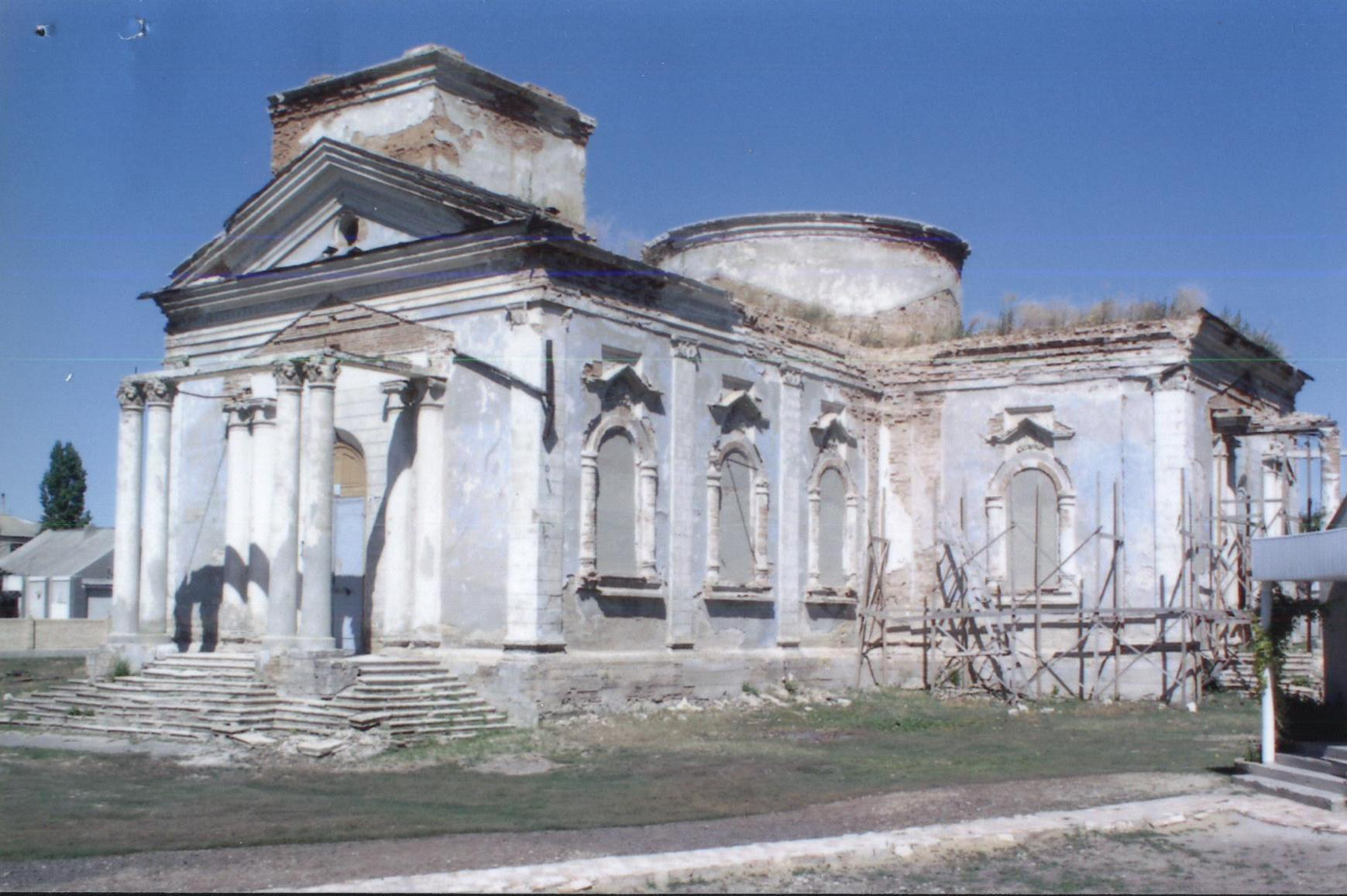
Église st-Nicolas classée sous le numéro 51-214-0015[14].
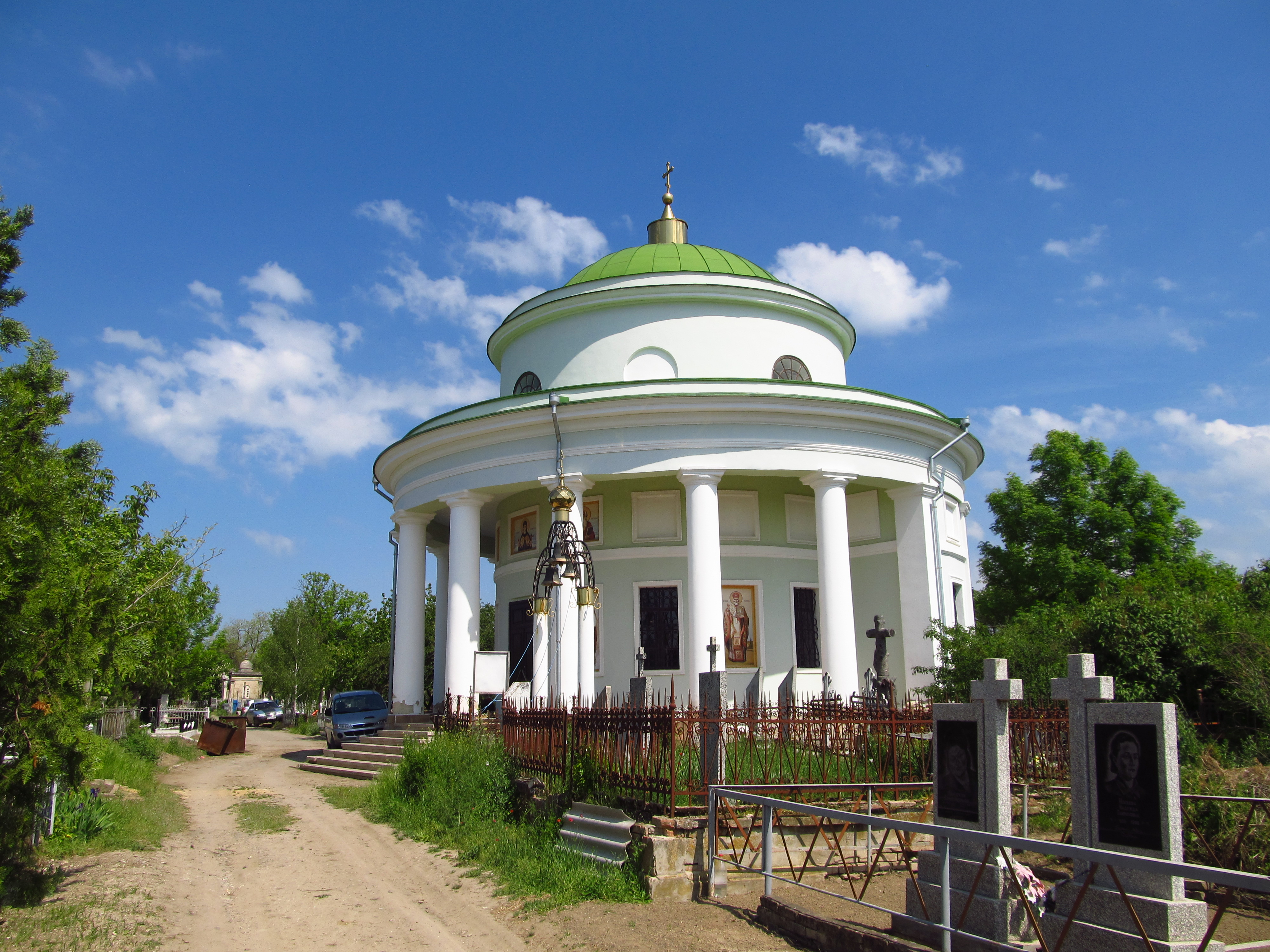
Mausolée du général Inzov classé sous le numéro 51-214-0021[15].